# Tanque de batalla principal europeo
El tanque de batalla principal europeo (EMBT) o Sistema Principal de Combate Terrestre —MGCS, Main Ground Combat System— es el nombre del proyecto de armamento de cooperación entre de Alemania y Francia que se inició en 2012 para reemplazar sus respectivos tanques de batalla principales (MBT) Leopard 2 y Leclerc, a partir de 2035. Coordinado por Alemania, al igual que el otro gran programa hispano-franco-alemán lanzado en 2018 (el Futuro Sistema Aéreo de Combate implementado bajo dirección francesa), el MGCS no será solo un vehículo blindado de combate, sino un sistema de sistemas concebidos en torno a dicho vehículo. Será desarrollado y fabricado por KNDS (un holding fundado en 2015 por el productor de armas alemán KMW y la empresa de defensa francesa Nexter Systems) y Rheinmetall, que se unieron al proyecto en 2019. La incorporación de este último al MGCS no estuvo exenta de tensiones entre París y Berlín, ya que el liderazgo del desarrollo en los distintos pilares del programa, así como la producción industrial, debían dividirse equitativamente entre los dos países. Al final, se llegó a un acuerdo por el que Nexter, KMW y Rheinmetall liderarían el desarrollo de 1/3 de los pilares del programa cada uno, con la garantía de que Nexter fabricaría el 50% de los sistemas como se acordó originalmente, mientras que la mitad restante se compartiría. entre los dos contratistas alemanes. Se espera que la primera unidad de producción salga de la línea de montaje en 2035.
Según Frank Franck Haun, director general de KDNS, varios países han mostrado interés en unirse al MGCS, entre ellos Italia, Noruega, Polonia, España, Suecia y Reino Unido; Las discusiones aún continúan sobre el tema a partir de 2022.

## Historia
En diciembre de 2014, el Bundestag aprobó el desarrollo de una nueva generación de tanques mientras Ursula von der Leyen era ministra de Defensa. La decisión se tomó en medio de la guerra del Dombás, donde los tanques Leopard 2A6 que la Bundeswehr pretendía mantener hasta 2030 parecían bastante inadecuados. Un analista escribió: "Una de las principales desventajas del Leopard 2 surge del hecho de que utiliza tungsteno en lugar de uranio empobrecido para munición de tanques. La elección del material afecta el rendimiento. Debido a las limitaciones de las municiones de tungsteno, la Bundeswehr tiene algunas dudas sobre la capacidad de sus proyectiles penetradores para atravesar el blindaje de los últimos tanques rusos. Específicamente, podría haber casos en los que las municiones alemanas no tuvieran suficiente energía cinética para asegurar una destrucción contra el T-80, el T-90 y obviamente el T-14 Armata", que se exhibiría en los Desfiles del Día de la Victoria del 9 de mayo de 2015.
Las negociaciones entre Krauss-Maffei Wegmann, Nexter y los gobiernos alemán y francés comenzaron en el verano de 2014 sobre la fusión de las dos empresas que eventualmente obtendrían el contrato para producir el MGCS. Al presentar el proyecto a los legisladores franceses en enero de 2015, los directores ejecutivos de ambas empresas supusieron que el nuevo holding impulsaría la producción de ambos fabricantes al evitar las restricciones a las exportaciones, especialmente en Alemania. En julio de 2015, la Asamblea Nacional francesa votó a favor de una medida que permite la privatización de empresas de defensa estatales, allanando el camino para que KMW y Nexter unan fuerzas. El 29 de julio de 2015 se firmó oficialmente en París la fusión entre las dos empresas. La fusión se completó en diciembre de 2015, cuando el consejo de supervisión nombró al nuevo director general de Nexter Systems, Stéphane Mayer, y al presidente del consejo ejecutivo de KMW, Frank Haun, como directores generales del holding.
En 2016, el programa MGCS se encontraba en la fase de concepto, cuya finalización estaba prevista para 2017.
Rheinmetall presentó en Eurosatory 2016 un demostrador de tecnología avanzada MBT basado en el casco del Leopard 2A4 Evolution. Este se convertiría más tarde en el Panther KF51.
Mientras tanto, en el Eurosatory de 2018, KNDS presentó el "Tanque de batalla principal europeo" ("European Main Battle Tank" en inglés, E-MBT), un híbrido que combina el casco de un Leopard 2A7 con la torreta más ligera para dos hombres de un AMX-56 Leclerc.  Las empresas anteriormente independientes KMW y Nexter pretendían demostrar que ambas podían cooperar y desarrollar conjuntamente un tanque de próxima generación.
El EMBT, fue presentado en 2018 en un momento en el que afloraban iniciativas para la sinergia de la defensa dentro de la Unión Europea (UE), como el Fondo de Defensa o la Cooperación Estructurada Permanente (CEP).
El contrato para la primera parte del Estudio de Definición de la Arquitectura del Sistema fue firmado en mayo de 2020 por la oficina de adquisiciones de las fuerzas armadas alemanas en nombre de ambas naciones a un consorcio formado por Rheinmetall, Nexter y KMW (KNDS), con el objetivo de evaluar diferentes aspectos del programa como la interoperabilidad con los sistemas nacionales, armonizar requisitos y definir una arquitectura multiplataforma para el futuro MGCS. El estudio se llevará a cabo durante 18 meses. El reparto de trabajo durante esta fase se reparte entre empresas francesas y alemanas.
El Estudio de Definición de la Arquitectura del Sistema es parte de la Fase de Demostración de Tecnología (TDP), que se completará en 2024 y será seguida por la fase de demostración general del sistema (GSDP) hasta 2028, después de lo cual se llevarán a cabo la producción y las pruebas iniciales.
En junio de 2018, mientras von der Leyen todavía estaba al mando del Ministerio de Defensa alemán, se reveló que el despliegue de los nuevos vehículos y sistemas está programado para 2035 y que se alcanzará la plena capacidad operativa para 2040. En ese momento se dijo que se podría iniciar el desarrollo a gran escala del tanque si se encontraran clientes para la exportación.
En agosto de 2019, los medios franceses informaron que los ministerios de defensa italiano y polaco expresaron su interés en unirse al proyecto y esperaban ver su inclusión en el programa PESCO de la UE y otras formas de financiación de defensa de la UE.
En septiembre de 2019, el Ejército español expresó interés en sustituir su flota de MBT Leopard 2E por el MGCS una vez que el MGCS estuviera disponible.
Durante una visita de Estado a Varsovia en febrero de 2020, el presidente francés Emmanuel Macron se mostró abierto a la participación polaca en el proyecto MGCS, aunque la idea de añadir nuevos socios al programa fue recibida previamente con hostilidad francesa. De hecho, fue París quien impuso no considerar socios adicionales para el programa hasta que se completara la fase de estudio que determinará la arquitectura y las funcionalidades estructurantes del MGCS. Esto tenía como objetivo evitar riesgos de nuevos retrasos en un proyecto ya estancado por disputas entre el consorcio KNDS y Rheinmetall. Mientras tanto, se informó que el fabricante surcoreano Hyundai Rotem estaba en negociaciones avanzadas para producir una versión del tanque K2 Black Panther en Polonia bajo licencia para el programa "Wilk" (Lobo); Polonia estaba interesada en reemplazar sus viejos T-72 y PT-91 Twardy.
Durante las conversaciones bilaterales de junio de 2020 con su homólogo alemán, el subsecretario italiano de Defensa, Giulio Calvisi, dijo que había surgido la posibilidad de permitir que Italia participara en el programa MGCS.
En diciembre de 2020, frustrada por la lentitud del proyecto MGCS, Italia ofreció participación en su propio desarrollo de un tanque diferente a Polonia, y potencialmente a España. En 2020 el gobierno de España manifestó que estaba pensado sumarse al proyecto.
En noviembre de 2021, el gobierno holandés pidió a Francia y Alemania convertirse en observador. Sin embargo, los socios franco-alemanes todavía estaban negociando las condiciones bajo las cuales otros países podrían participar en el proyecto. Los directores de MGCS subrayaron que los holandeses son considerados un socio importante en el proyecto.
En enero de 2022, el gobierno belga aumentó el gasto en defensa. Parte de estos planes incluye la participación en el programa MGCS.
En julio de 2022, en el contexto de la invasión rusa de Ucrania, el gobierno polaco firmó un acuerdo para adquirir 1000 tanques K2PL Black Panther para el programa "Wilk" (Wolf) y anunció la cooperación con Corea del Sur en el tanque K3 de próxima generación, haciendo incierta la posible participación de Polonia en el MGCS.

## Diseño
Alemania liderará el proyecto, tanto en el aspecto militar como industrial. Las empresas principales del proyecto son el fabricante de armamento alemán Rheinmetall y la compañía KMW+Nexter Defense Systems (KNDS) con sede en Amsterdam, un holding formado por la fusión de los fabricantes de armamentos alemán Krauss-Maffei Wegmann (KMW) y la compañía francesa Nexter Systems en 2015.
Según el Instituto de investigación estatal franco-alemán de Saint-Louis (ISL), el MGCS dará lugar a un futuro sistema de guerra terrestre que podrá incluir vehículos no tripulados, incluidos vehículos terrestres y aéreos autónomos, y medios tripulados de peso ligero, medio o pesado. clase, así como el armamento asociado. Como tal, el objetivo del desarrollo del MGCS es producir un medio para ofrecer un conjunto de capacidades que actualmente proporcionan los principales tanques de batalla , aunque no necesariamente un típico MBT de "plataforma única"; y requiere el desarrollo de nuevas tácticas y capacidades de combate colaborativo además de nuevos vehículos.
Para la exposición de KNDS en Eurosatory 2018, el casco, el motor y el chasis completo de un Leopard 2A7 que puede transportar 68 toneladas se modificaron para albergar la torreta más ligera y compacta equipada con cargador automático del Leclerc.
Según el jefe de programas de orugas y blindados de Nexter, Francois Groshany, la ventaja del tanque es la combinación del chasis Leopard 2 de "muy alta capacidad" con la torreta Leclerc más ligera.  La torreta Leclerc de 2 hombres es aproximadamente 6 toneladas más liviana que la torreta Leopard 2 de 3 hombres. El menor peso del vehículo le permite atravesar puentes que tal vez no puedan soportar tanques más pesados.

## Miembros del proyecto
- Alemania
- Francia

## Miembros potenciales
- Bélgica
- Italia
- España
- Países Bajos
- Suecia: El 15 de octubre de 2021, Suecia expresó su interés en unirse al proyecto MGCS como observador.[38]
- Reino Unido: a principios de 2021, el Reino Unido inició conversaciones para unirse al proyecto como observador, buscando opciones para el futuro reemplazo a largo plazo de sus tanques Challenger 2.[39] Si bien el Reino Unido sigue siendo un observador, el Ministerio de Defensa británico optó por el programa de reemplazo de la torreta del Challenger 3 para prolongar la vida útil del Challenger 2 como una solución provisional de extensión de la vida útil con una entrada prevista en servicio en 2027. Una compra del existente El Leopard 2 alemán también se consideró una opción provisional más barata y menos arriesgada.